# Estry
Estry település Franciaországban, Calvados megyében. Lakosainak száma 351 fő (2018. január 1.). Estry Lassy, Montchamp, Montchauvet, Pierres, Presles és Le Theil-Bocage községekkel határos.

## Népesség
A település népességének változása:
| Lakosok száma | 425  | 436  | 368  | 322  | 336  | 356  | 355  | 360  | 357  | 351  |
|               | 1962 | 1968 | 1982 | 1990 | 1999 | 2008 | 2011 | 2013 | 2017 | 2018 |